# Arabidopsis halleri
Espèce
Classification phylogénétique

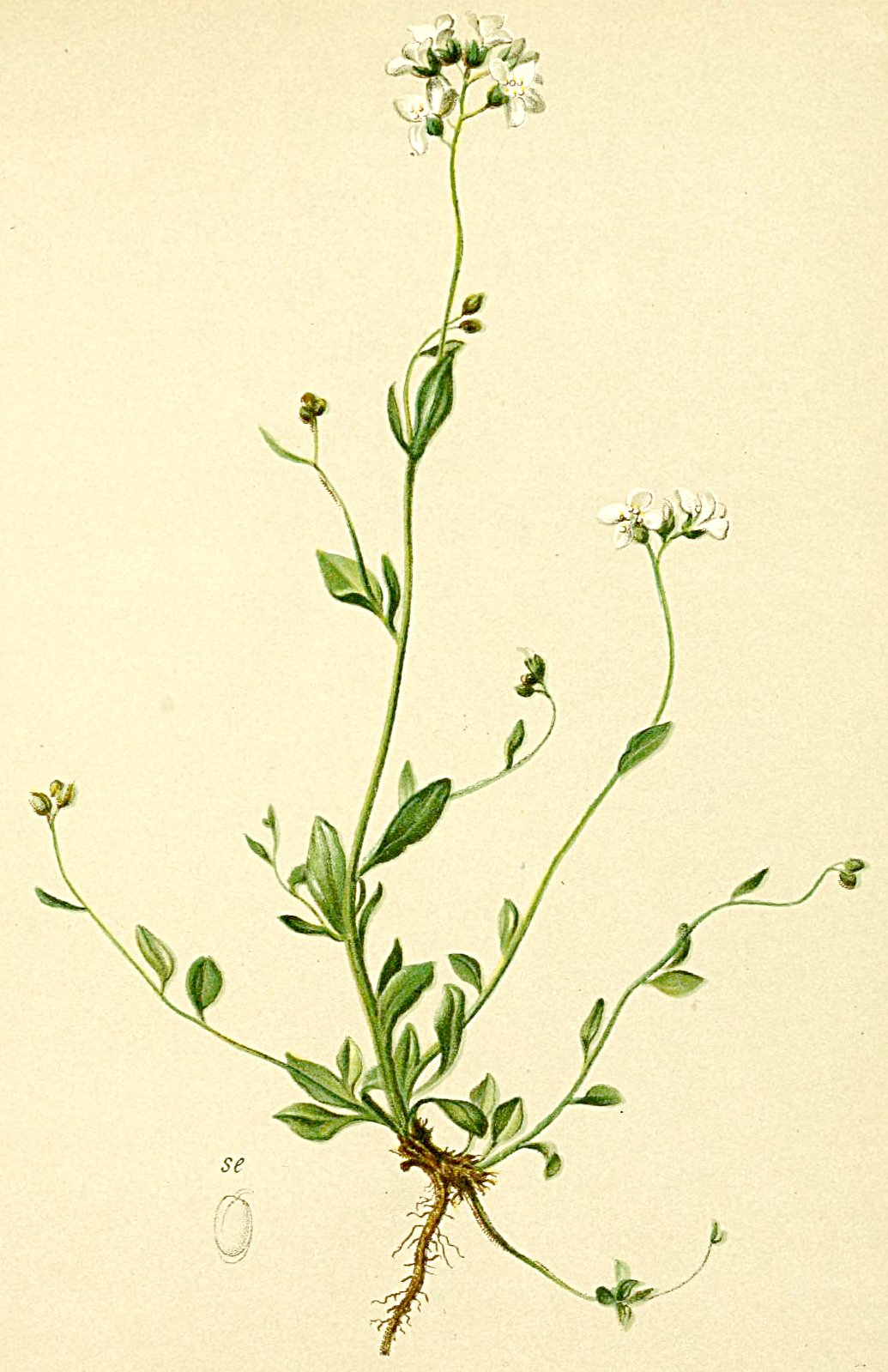
Planche botanique présentant le Cresson de Haller.

Arabidopsis halleri ou arabette de Haller est une espèce de plantes à fleurs appartenant à la famille des Brassicacées qui se rencontre dans toute l'Europe centrale. Elle présente une tolérance aux métaux lourds inhabituelle chez les végétaux, et à ce titre fait partie des plantes pouvant être utilisée en phytoremédiation.

## Bioindication
Très résistante à certains métaux lourds ou à certains métalloïdes toxiques, la sous-espèce halleri est bioindicatrice de la présence naturelle de métaux (gisement géologique) et/ou de pollutions métalliques du sol (séquelles de guerre éventuellement). Cette plante est ainsi utilisée comme bioindicateur de séquelles d'activités humaines polluantes (métallurgie, chimie…), dans le nord de la France notamment où « la Société minière et métallurgique de Peñarroya-Metaleurop à Noyelles-Godault (62), la Compagnie royale asturienne des Mines-Nyrstar-Umicore à Auby (59) et la Compagnie royale asturienne des Mines à Mortagne-du-Nord ont très fortement pollué les espaces naturels et agricoles voisins par le dépôt de stériles et scories issus des déchets de la métallurgie du zinc et du plomb ou de particules issues des fumées mal filtrées ».

## Phytoremédiation
Parce que capable de bioaccumuler certains métaux très écotoxiques (dans une certaine mesure), elle est utilisée pour dépolluer certains sols, notamment en absorbant le zinc et le cadmium contenus dans le sol. Depuis les années 2000, les biologistes commencent à isoler les gènes, et les mécanismes, expliquant ces capacités. On a notamment montré que les communautés des microorganismes symbiotes du système racinaire de la plante joue aussi un rôle. Certains espèrent, grâce au génie génétique, créer des plantes facile à cultiver qui seraient de très bonnes bioaccumulatrices. 

## Liste des sous-espèces
Selon le National Center for Biotechnology Information :
- sous-espèce Arabidopsis halleri subsp. dacica
- sous-espèce Arabidopsis halleri subsp. gemmifera
- sous-espèce Arabidopsis halleri subsp. halleri
- sous-espèce Arabidopsis halleri subsp. ovirensis
- sous-espèce Arabidopsis halleri subsp. tatrica